# Amerykański cmentarz wojenny w Seringes-et-Nesles
Amerykański cmentarz wojenny w Seringes-et-Nesles (fr.: Cimetière américain de Seringes-et-Nesles, ang.: Oise-Aisne American Cemetery and Memorial) – cmentarz o powierzchni 14,8 ha na terenie gminy Seringes-et-Nesles, w odległości około 3 km od Fère-en-Tardenois, w departamencie Aisne.
Na cmentarzu zostało pochowanych 6012 żołnierzy amerykańskich poległych na terenie dzisiejszej Francji w czasie I wojny światowej. Znajduje się na nim również pomnik ku czci 241 poległych, których ciała nigdy nie zostały odnalezione. Jednym z pochowanych na cmentarzu jest poeta Joyce Kilmer.
Cmentarz podzielony jest na sektory oznaczone literami od A do D, na terenie których ustawione są białe krzyże z nazwiskami znanych poległych. Pomnik ku czci tych, których ciał nie odnaleziono, ma formę kolumnady z czerwonego piaskowca. Na jej dwóch końcach zlokalizowano kaplicę (w niej wypisano nazwiska zaginionych) oraz pomieszczenie z mapą działań wojennych w Pikardii w czasie I wojny światowej.
Do muru zewnętrznego cmentarza przylega tzw. kwatera E, w której zostali pochowani służący w Europie żołnierze amerykańscy straceni na mocy wyroków sądów wojskowych w czasie II wojny światowej. Ciała 98 żołnierzy straconych i pochowanych w różnych miejscach zostały przeniesione do Seringes-et-Nesles w 1949. W kwaterze E na grobach nie są wypisane nazwiska pochowanych, a jedynie numery, pozwalające na identyfikację grobów osobom znającym odpowiedni kod. Do 1987 w kwaterze znajdował się grób Eddiego Slovika, jedynego żołnierza amerykańskiego rozstrzelanego w czasie II wojny światowej za dezercję.